# Agapetus joannia
Agapetus joannia là một loài Trichoptera trong họ Glossosomatidae. Chúng phân bố ở miền Tân bắc.